# Bogusze (gmina)
Bogusze (1915–19 Grajewo) – dawna gmina wiejska istniejąca do 1954 roku w woj. białostockim (obecnie na pograniczu województw podlaskiego i warmińsko-mazurskiego). Nazwa gminy pochodzi od wsi Bogusze, jednakże siedzibą władz gminy było Grajewo, które stanowiło odrębną gminę miejską.
Za Królestwa Polskiego gmina Bogusze należała do powiatu szczuczyńskiego w guberni łomżyńskiej. 19 maja?/31 maja 1870 do gminy przyłączono pozbawione praw miejskich Grajewo. Grajewo odłączono ponownie (jako miasto) 7 lutego 1919.
W okresie międzywojennym gmina Bogusze należała do powiatu szczuczyńskiego w woj. białostockim. Po wojnie gmina zachowała przynależność administracyjną. 12 marca 1948 roku powiat szczuczyński przemianowano na powiat grajewski. 1 lipca 1952 roku gmina składała się z 27 gromad.
Gmina została zniesiona 29 września 1954 roku wraz z reformą wprowadzającą gromady w miejsce gmin. Jednostki nie przywrócono 1 stycznia 1973 roku po reaktywowaniu gmin, lecz z obszaru dawnych gmin Bogusze i Ruda (oraz z obszaru zniesionej w 1976 roku gminy Białaszewo) powstała gmina Grajewo.